# Acacia holotricha
Acacia holotricha — вид квіткових рослин з родини бобових. Ареал: Австралія (Квінсленд).

## Біоморфологічна характеристика
Кущ або дерево зазвичай досягає висоти від 5 до 10 метрів. Має ребристі гілочки темного кольору з лінійними або широкояйцеподібними прилистками довжиною від 3 до 6 мм. Вузькоеліптичні вічнозелені філодії мають довжину від 12 до 17 см і ширину від 3 до 6 см, нерівні біля основи та гострі на вершині з помітною середньою жилкою, виступаючими та бічними жилками. Під час цвітіння утворює суцвіття з 7–10 головчастими китицями вздовж осі завдовжки від 3 до 10 мм із сферичними квітковими головами, що містять близько п'ятдесяти жовтих квіток. Стручки мають лінійну форму, округлі та стиснуті між насінням, від 18 см до 18 см завдовжки, з поздовжньо розташованим насінням всередині.